# Herxheim am Berg
Herxheim am Berg ist eine Ortsgemeinde im Landkreis Bad Dürkheim in Rheinland-Pfalz. Sie gehört der Verbandsgemeinde Freinsheim an.

## Geographische Lage
Die Gemeinde liegt in der Pfalz an der Deutschen Weinstraße.
Die Gemarkung zerfällt in drei Teile. Der Ort Herxheim am Berg bildet mit den umgebenden Feldern und Weinbergen den Schwerpunkt der Gemeinde, westlich im Pfälzerwald liegen zwei Waldexklaven – südlich von Hertlingshausen und am Weilerskopf –, die bei der Aufteilung der ab 1400 nachweisbaren Großen oder Freinsheimer Ganerbschaft aus den Gemeinden Freinsheim, Herxheim am Berg, Kallstadt, Leistadt und Weisenheim am Sand 1820 der Gemeinde zugesprochen wurden.
Südwestlich des Ortes liegt in der Bruchzone des Oberrheingrabens das Naturschutzgebiet Felsenberg-Berntal mit dem Naturdenkmal Herxheimer Karsthöhle, das für archäologische und biologische Funde bekannt ist.
Nachbargemeinden sind – im Uhrzeigersinn – Dackenheim, Freinsheim, Kallstadt, Bad Dürkheim und Weisenheim am Berg.
Zur Unterscheidung von dem ebenfalls pfälzischen, nicht weit entfernten Herxheim bei Landau/Pfalz wird der Zusatz am Berg, auch außerhalb der Amtssprache, verwendet.

## Geschichte
Der Ort wurde während der fränkischen Landnahme gegründet. Südwestlich des Ortes findet sich ein merowingerzeitlicher Friedhof des 5. bis 8. Jahrhunderts. 774 wurde der Ort als Heriesheim erstmals in einem Besitzverzeichnis des Klosters Weißenburg erwähnt, das hier ein Hofgut und Weinberge besaß. Das Kloster Weißenburg vergab das Dorf als Lehen an die Grafen von Leiningen, bei denen es bis 1793 verblieb. Weitere kirchliche Grundbesitzer in Herxheim waren unter anderem das Kloster Höningen (ab 1209 nachweisbar), das ab 1241 auch die Patronatsrechte über die Kirche hatte, das Kloster Werschweiler (ab 1371) und der Deutsche Orden (ab 1414).
1461 wurde das kurz zuvor befestigte Dorf in einer Fehde zwischen Kurfürst Friedrich I. und Graf Emich III. von Leiningen-Hardenburg zerstört. Der Neuaufbau erfolgte als „Herxheim am Sand“ östlich des bisherigen Ortes und unterhalb der Hangkante. Die neue Siedlung wurde aber bald aufgegeben und der Ort auf dem ursprünglichen Platz wieder errichtet. Nochmals niedergebrannt wurde der Ort im Dreißigjährigen Krieg.
Ab dem späten 17. Jahrhundert erwarb die Familie von Reineck umfangreichen Grundbesitz im Ort und wurde zum größten Grundbesitzer. Sie verkaufte ihren Besitz 1788 an das Speyerer Domkapitel. Bis Ende des 18. Jahrhunderts gehörte die Gemeinde zum Hochstift Speyer und Leiningen-Dagsburg.
Nach der französischen Revolution wurde Herxheim am Berg am 10. Mai 1794 erstmals von französischen Truppen besetzt. Mit der Gründung des Départements du Mont-Tonnerre 1798 wurde es dem Kanton Dürkheim im Arrondissement Speyer zugeordnet und unterstand der Mairie Weissenheim. Alle kirchlichen Besitzungen wurden verstaatlicht und als Nationalgut versteigert. 1815 hatte der Ort insgesamt 499 Einwohner. Nach dem Wiener Kongress, der im selben Jahr stattfand, wurde der Ort Österreich zugeschlagen. Bereits ein Jahr später wechselte der Ort wie die gesamte Pfalz in das Königreich Bayern. Von 1818 bis 1862 gehörte die Gemeinde dem Landkommissariat Neustadt an; aus diesem ging das Bezirksamt Neustadt  hervor.
1902 wechselte Herxheim in das neu geschaffene Bezirksamt Dürkheim, ehe dieses 1931 wieder in sein Neustadter Pendant eingegliedert wurde. Ab 1939 war der Ort Bestandteil des Landkreises Neustadt. Nach dem Zweiten Weltkrieg wurde die Gemeinde innerhalb der französischen Besatzungszone Teil des damals neu gebildeten Landes Rheinland-Pfalz. Im Zuge der ersten rheinland-pfälzischen Verwaltungsreform wechselte der Ort am 7. Juni 1969 in den neu geschaffenen Landkreis Bad Dürkheim.  Drei Jahre später wurde sie der ebenfalls neu gebildeten Verbandsgemeinde Freinsheim zugeordnet.
In den Jahren 2017 und 2018 geriet die Gemeinde aufgrund der fortgesetzten Verwendung einer Adolf Hitler gewidmeten und mit einem Hakenkreuz versehenen Glocke aus der Zeit des Nationalsozialismus bundesweit in die Schlagzeilen.

## Politik

### Gemeinderat
Der Gemeinderat in Herxheim besteht aus zwölf Ratsmitgliedern, die bei der Kommunalwahl am 9. Juni 2024 in einer personalisierten Verhältniswahl gewählt wurden, und dem ehrenamtlichen Ortsbürgermeister als Vorsitzendem.
Die Sitzverteilung im Gemeinderat:
| Wahl | SPD | CDU | FDP | FWG | IGH | BLW | Gesamt   |
| ---- | --- | --- | --- | --- | --- | --- | -------- |
| 2024 | 2   | 2   | –   | –   | 4   | 4   | 12 Sitze |
| 2019 | 2   | 2   | –   | 1   | 4   | 3   | 12 Sitze |
| 2014 | 4   | 3   | 2   | 3   | –   | –   | 12 Sitze |
| 2009 | 5   | 3   | 2   | 2   | –   | –   | 12 Sitze |
| 2004 | 4   | 3   | 3   | 2   | –   | –   | 12 Sitze |

- FWG = Freie Wählergruppe Herxheim
- IGH = Interessengemeinschaft Herxheim
- BLW = Bündnis lebenswerte Weinstraße

### Ortsbürgermeister
Bis 2014 war Heinrich Hartung (SPD) Ortsbürgermeister. Sein Nachfolger Ronald Becker (FWG) erklärte am 6. September 2017 seinen Rücktritt, nachdem seine Äußerungen über den Nationalsozialismus im Zusammenhang mit der „Hitler-Glocke“ in der evangelischen Kirche kritisiert worden waren.
In der Stichwahl vom 17. Dezember 2017 setzte sich der parteilose Georg Welker mit 172 Stimmen gegen den SPD-Kandidaten Markus Krauß (143 Stimmen) durch. Bei der regulären Direktwahl am 26. Mai 2019 wurde er mit einem Stimmenanteil von 64,34 % in seinem Amt bestätigt.
Da für die Direktwahl am 9. Juni 2024 kein Wahlvorschlag eingereicht wurde, obliegt die Neuwahl des Bürgermeisters gemäß rheinland-pfälzischer Gemeindeordnung dem Rat der Gemeinde. Die Konstituierende Sitzung fand am 26. August 2024 statt, bei der Gero Kühner als neuer Ortsbürgermeister gewählt wurde.

### Wappen
Die Wappenbeschreibung lautet: „In Rot auf grünem Dreiberg eine aufgerichtete silberne Hacke mit goldenem Stiel“.

## Kultur

### Sehenswürdigkeiten
Wahrzeichen des Ortes ist die etwa 1000 Jahre alte evangelische Jakobskirche. Der in den Untergeschossen romanische Chorturm und die anschließende Apsis sind mit Seccomalereien des 14. Jahrhunderts geschmückt. Das barocke Langhaus von 1729 wurde 1934 durch einen Brand zerstört und anschließend rekonstruiert. Im Kirchturm befindet sich eine ebenfalls aus dem Jahr 1934 stammende Polizeiglocke, die Adolf Hitler gewidmet und mit einem Hakenkreuz versehen ist und wegen ihrer fortdauernden Nutzung bis 2017 für bundesweite Aufmerksamkeit sorgte. Der Gemeinderat als Eigentümer der Glocke beschloss im März 2018, dass die Glocke als „Mahnmal gegen Gewalt und Unrecht“ im Kirchturm verbleiben und wieder geläutet werden soll. Das Presbyterium der Kirchengemeinde, der das Gebäude und das Läuterecht gehören, entschied jedoch kurz darauf, dass die Glocke bis auf weiteres nicht geläutet wird. Vor einer endgültigen Entscheidung über Nutzung und Verbleib der Glocke soll geprüft werden, wer Eigentümer des Kirchturms ist.
Im Oktober 2018 wies das Verwaltungsgericht Neustadt an der Weinstraße eine Klage ab, in der ein Verwandter von Holocaustüberlebenden das Entfernen der Glocke gefordert hatte.
Der Schlossgarten nördlich der Kirche war Standort des Rheineckschen Schlösschens, das nach der französischen Revolution abgebrochen wurde. Der Park mit seinem geschützten Baumbestand gilt wegen der Aussicht über die Rheinebene als „Balkon der Pfalz“.
In der Nähe der Kirche liegt der Pfaffenhof, dessen denkmalgeschützte Weinkeller aus dem 18. Jahrhundert bis heute genutzt werden. Der 1209 erstmals erwähnte Pfaffenhof war ursprünglich im Besitz des Klosters Höningen, von dem er an die Grafen von Leiningen überging. Ab 1788 war das Speyerer Domkapitel Besitzer des Hofes. Nach der französischen Revolution wurde das Anwesen als Nationalgut an Privatleute verkauft.
Den nördlichen Abschluss der Straße Pfaffenhof bildet das Pfaffenhoftor aus dem 17. oder 18. Jahrhundert, eines der wenigen erhaltenen barocken Ortstore in der Pfalz. Im angrenzenden Spitzhäuschen hatte der Maler Werner Holz sein Atelier.
In der Hauptstraße liegt der ehemalige Lehenshof der Grafen von Leiningen, dessen spätbarockes Haupthaus 1719 errichtet wurde. Auf dem 1724 mit dem benachbarten Werschweiler Klostergut vereinigten Anwesen befindet sich ein Wachhäuschen aus Sandstein, das vermutlich vom Schloss Dürkheim stammt.

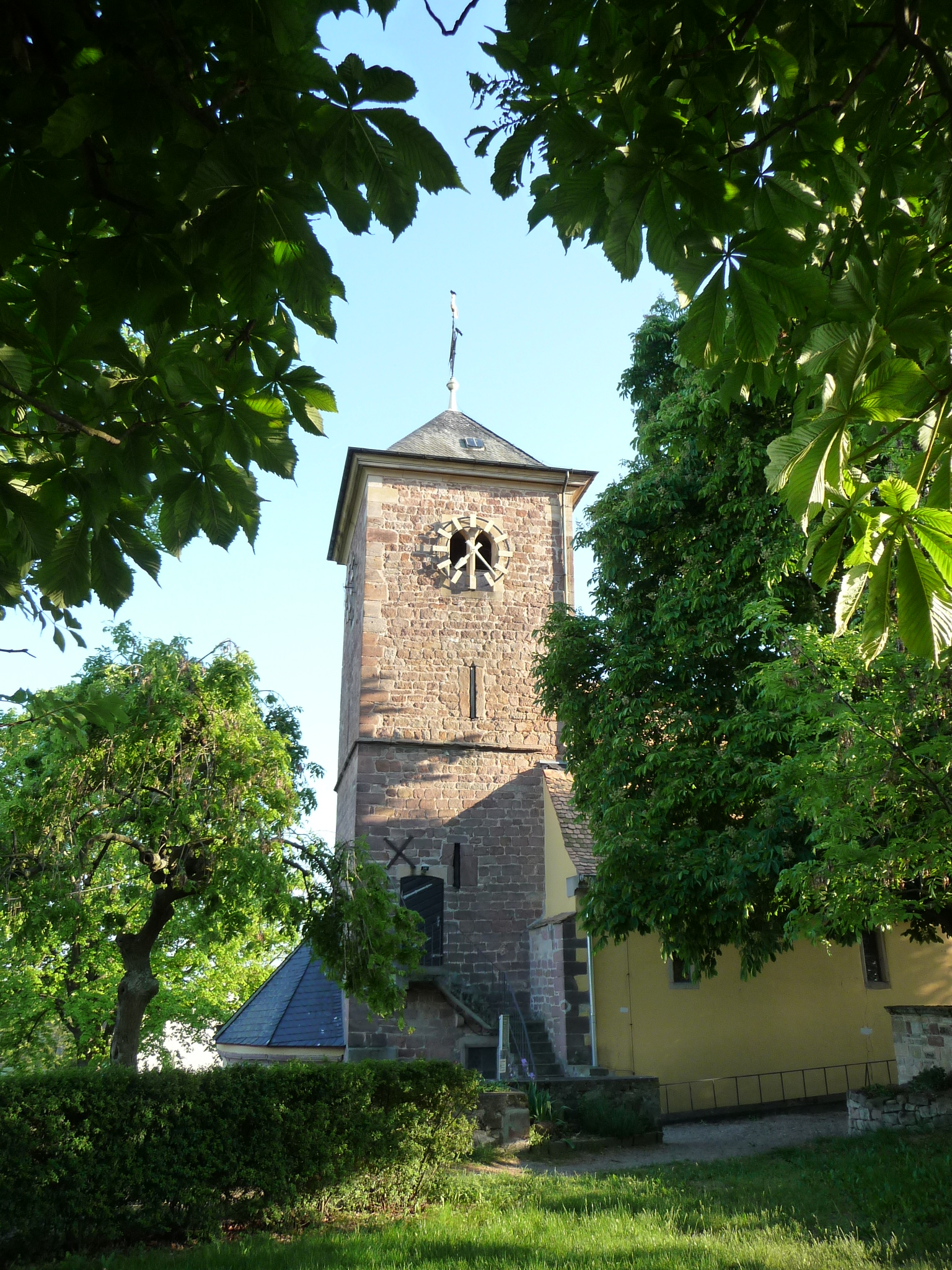
Protestantische Jakobskirche
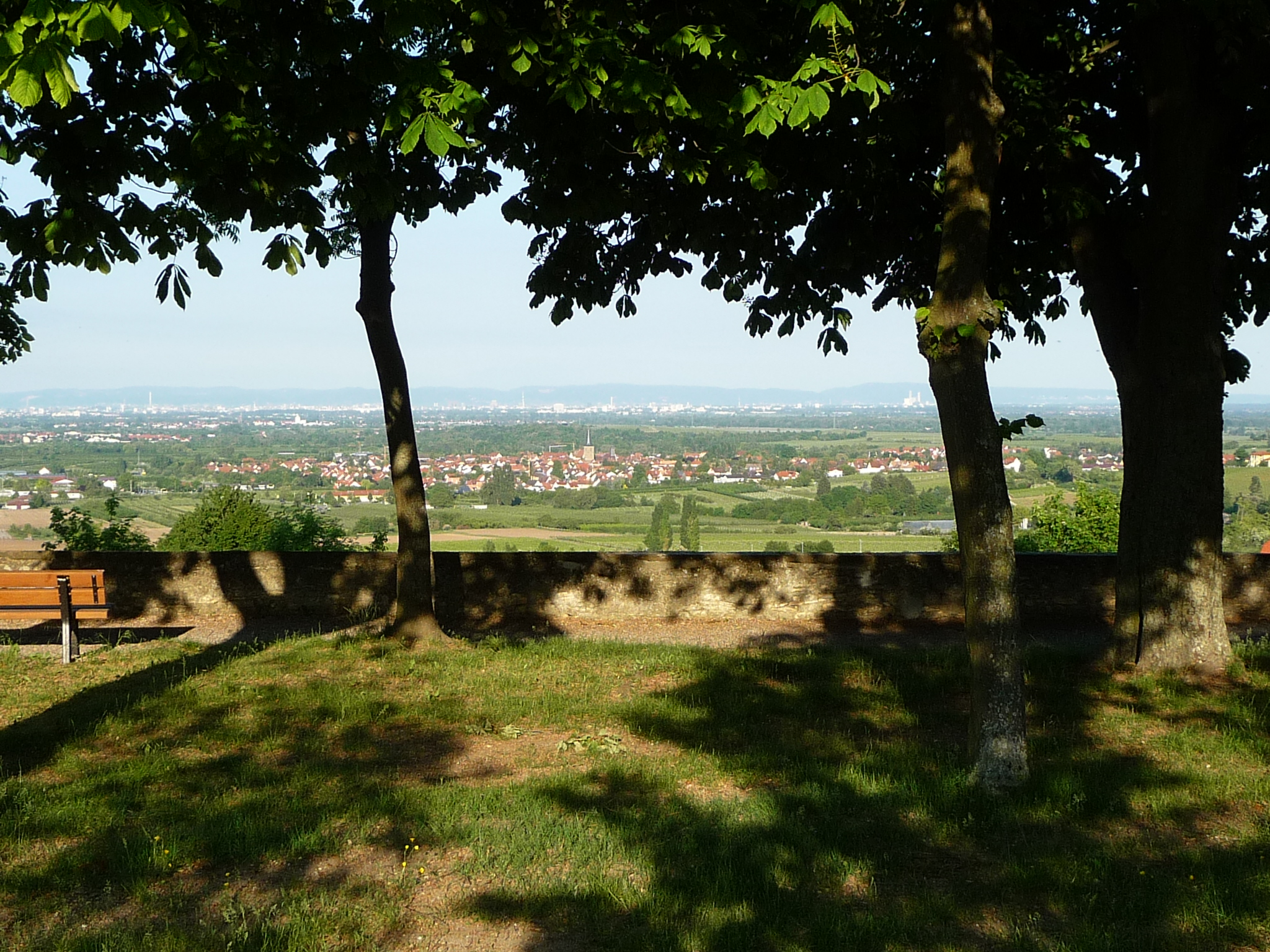
Blick vom Schlossgarten in die Rheinebene
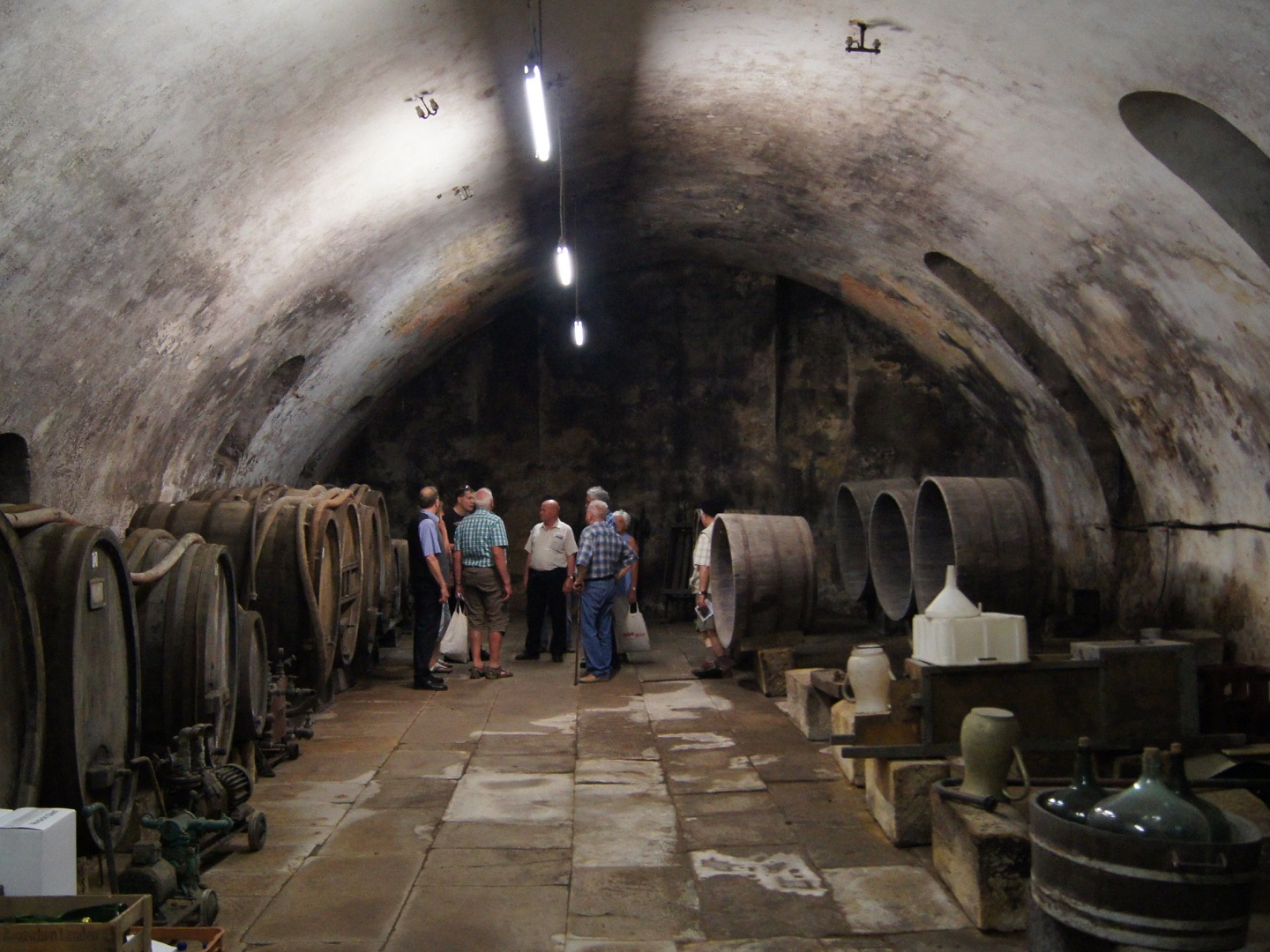
Pfaffenhof 5/7
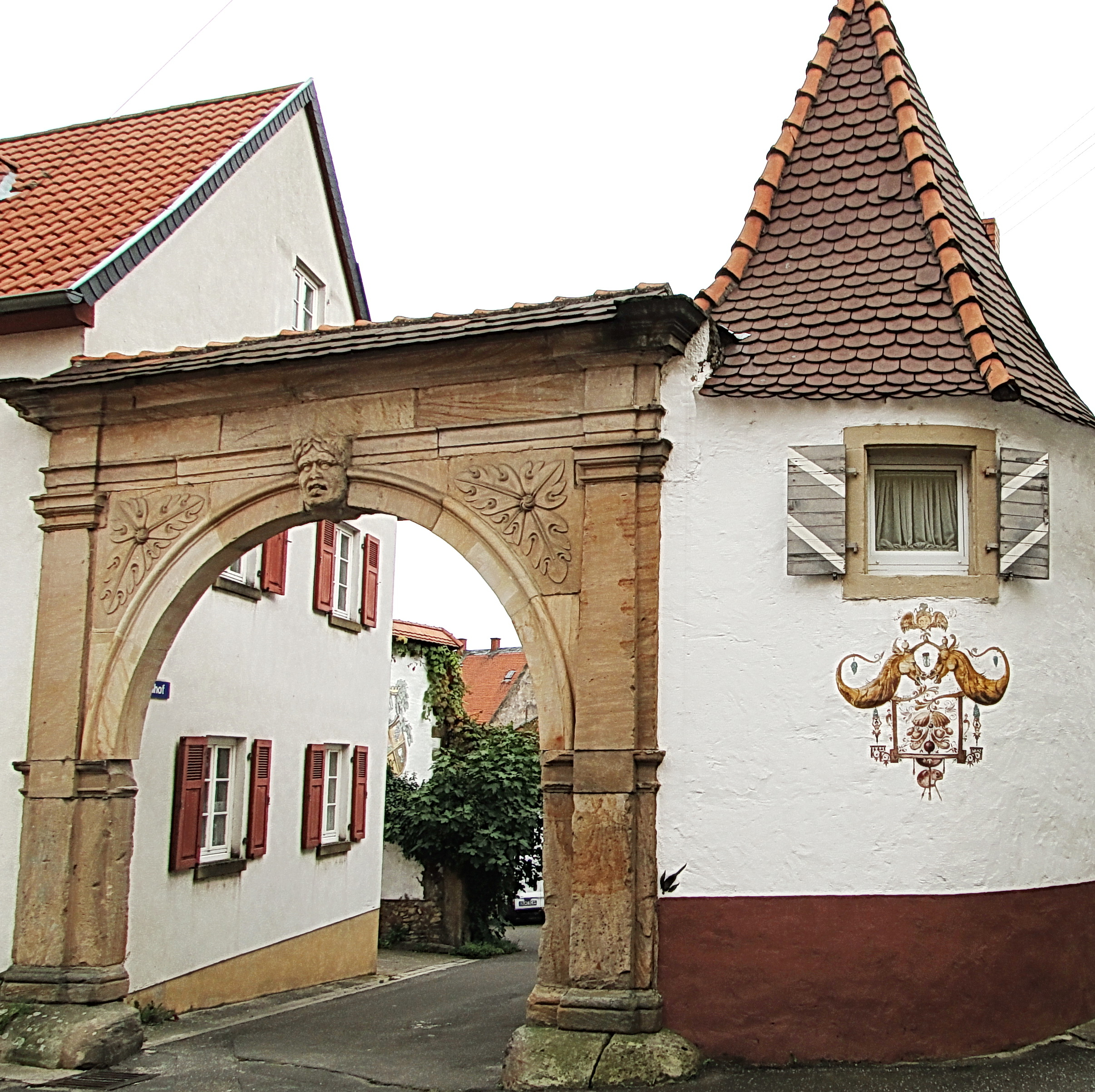
Pfaffenhoftor, sowie ehemaliges Atelier des Pfälzer Malers Werner Holz
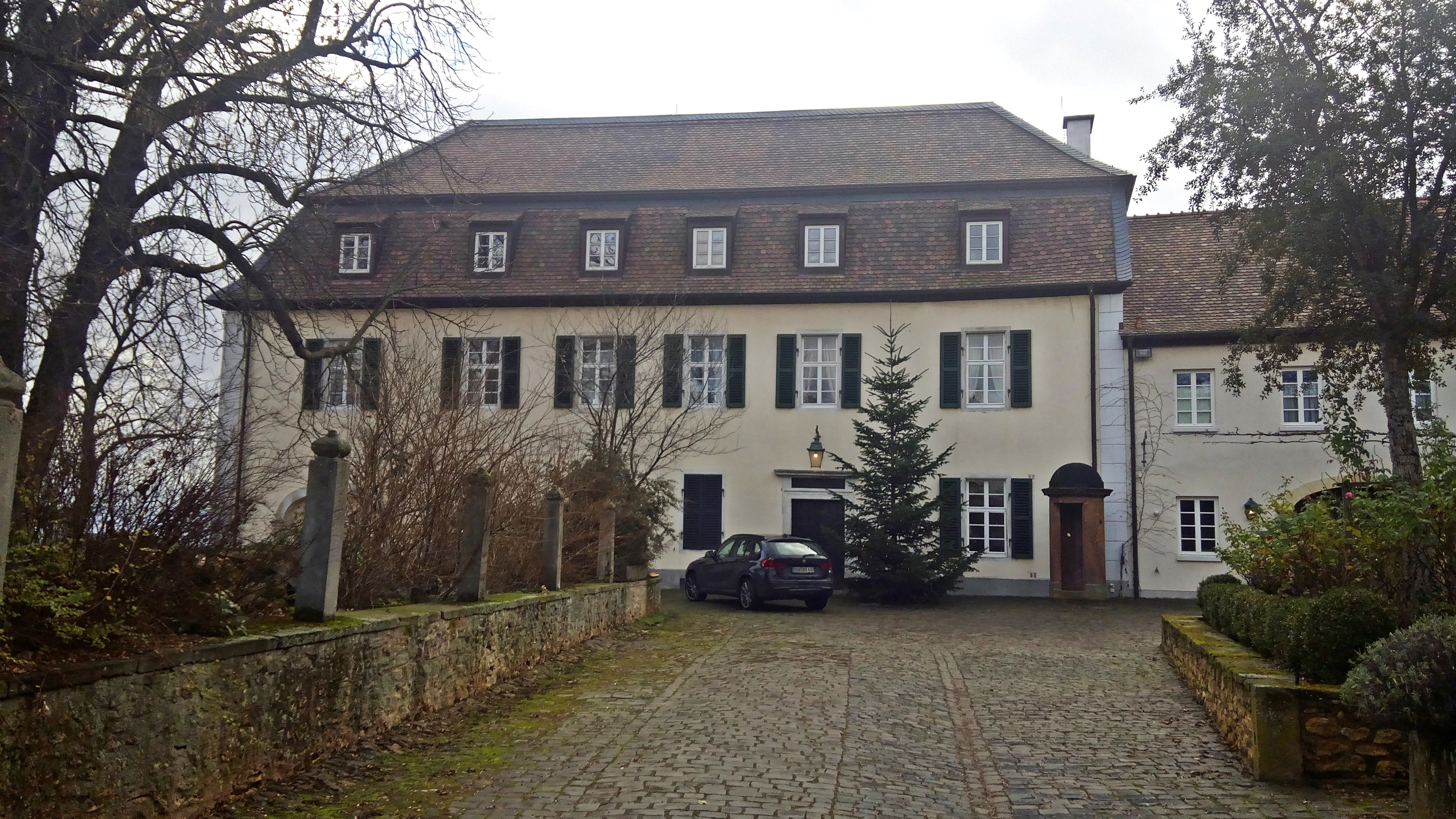
Leininger Lehnshof

### Tradition
Vor Ort wird zu Karneval der Narrenruf Ajo gepflegt.

## Infrastruktur

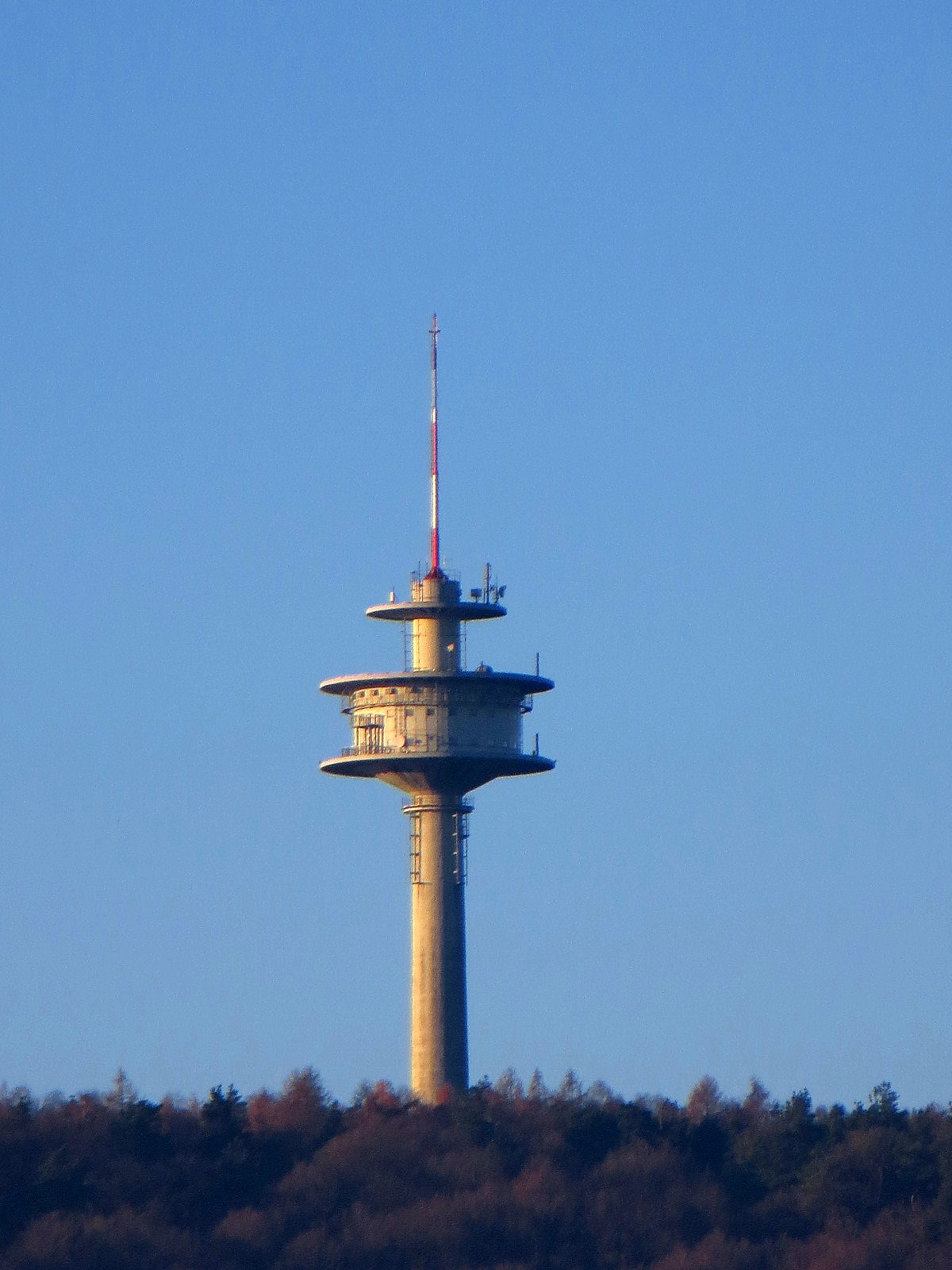
Fernmeldeturm Weilerskopf

### Telekommunikation
Auf dem Weilerskopf wurde 1969 von der Deutschen Bundespost ein 130 Meter hoher Fernmeldeturm aus Stahlbeton errichtet. Den Typenturm nutzt heute die Deutsche Telekom nur noch für Mobil- und Richtfunk.

### Wirtschaft
Herxheim am Berg ist ein Winzerort und als solcher Teil des Weinanbaugebiets Pfalz. Vor Ort befinden sich die Einzellagen Himmelreich (28,3 ha), Honigsack (168,6 ha) (mit den Sublagen Im Kirschgarten, Auf der Sommerseite, Am Goldberg, Am Berg, Am Dettenbrunnen und Am Felsenberg) und Kirchenstück (48,6 ha). Die Einzellagen gehören zur Großlage Kobnert.

### Verkehr
Durch Herxheim am Berg verlaufen in Nord-Süd-Richtung die Bundesstraße 271 von Neustadt nach Alzey, die in diesem Bereich mit der Deutschen Weinstraße identisch ist und die Landesstraße 522 in Ost-West-Richtung.
Rund einen Kilometer östlich des Ortskerns liegt an der Pfälzischen Nordbahn der Bahnhaltepunkt Herxheim am Berg, der erst im Zuge des Rheinland-Pfalz-Taktes eingerichtet wurde; im Gegenzug verzichtete die Ortsgemeinde auf den bisherigen Busverkehr. Es fahren jeweils stündlich Züge der Relationen Neustadt–Grünstadt und Frankenthal–Ramsen; letztere werden sonn- und feiertags bis zum Eiswoog durchgebunden. Pro Richtung und Stunde bedienen somit zwei Züge den Haltepunkt.

## Persönlichkeiten

### Söhne und Töchter der Gemeinde
- Eduard Eppelsheimer (1808–1866), Politiker

### Personen, die vor Ort gewirkt haben
- Engelhard von Neipperg (vor 1443–1495), Reichsritter, besaß in Herxheim Güter
- Michel Schäfer, 1792/93 Mitglied des Rheinisch-Deutschen Nationalkonvents
- Johann Nicolaus Jacob (1774–1856), Ökonom und Gutsbesitzer, besaß vor Ort ein Weingut
- Johann Wilhelm Jacob (1816–1888), Rentier und Gutsbesitzer, besaß vor Ort ein Weingut
- Werner Holz (1948–1991), Maler, war vor Ort als freischaffender Künstler tätig
- Heike Bohnenstiel, 1979/80 Pfälzische Weinkönigin